# Alfred Barton Rendle
Alfred Barton Rendle ( Lewisham; 19 de enero de 1865 - Lestherhead; 11 de enero de 1938) fue un botánico, y curador inglés.
Era hijo de John Samuel y de Jane William. Estudia en el Colegio San John de Cambridge obteniendo su doctorado en ciencias en la Universidad de Londres.
Se casa con Maud Armstrong en 1892, de cuya unión nacen tres hijos. Queda viudo en 1896, y se casa con Florence Brown en 1898, naciendo seis hijos de esa nueva unión.
Es botánico asistente del British Museum en 1888.
En 1894, dirige el departamento de Botánica del Instituto Birkbeck.
De 1906 a 1930, es conservador del British Museum. Y es igualmente profesor honorario de la Sociedad Real de Horticultura.

## Honores
Rendle recibe numerosos honores como la medalla Victoria de honor en 1917 y la medalla Veitch. Es miembro de la Royal Society en 1909, de la Sociedad linneana de Londres (dirigiendo la sección de Botánica de 1916 a 1923 y de la sociedad de 1923 a 1927), de la "Sociedad Quekett de Microscopía" (que dirige de 1919 a 1921) y de otras sociedades científicas.

### Eponimia
- (Commelinaceae) Aneilema rendlei C.B.Clarke & Brenan[1]

- (Crassulaceae) Sedum rendlei Raym.-Hamet[2]

- (Fabaceae) Racosperma rendlei (Maiden) Pedley[3]

- (Lentibulariaceae) Utricularia rendlei F.E.Lloyd[4]

- (Orchidaceae) Roeperocharis rendlei Kraenzl.[5]

- (Poaceae) Alopecurus rendlei Eig[6]

- (Thymelaeaceae) Gnidia rendlei Hiern[7]

## Publicaciones
Fue entusiasta de la historia de la Botánica, publicando un catálogo de documentos relativos al bicentenario del nacimiento de Carlos Linneo (1707-1778).
- Catalogue of the Plants collected by Mr and Mrs P. A. Talbot in the Oban District South Nigeria. British Museum (Natural History), Londres, 1913
- Classification of Flowering Plants. Dos volúmenes, Cambridge University Press, 1904, reeditado en 1930

- La abreviatura «Rendle» se emplea para indicar a Alfred Barton Rendle como autoridad en la descripción y clasificación científica de los vegetales.[8]

## Fuente
- Allen G. Debus (dir.) 1968. World Who’s Who in Science. A Biographical Dictionary of Notable Scientists from Antiquity to the Present. Marquis-Who’s Who (Chicago) : xvi + 1855 pp.